# Mils bei Imst
Mils bei Imst település Ausztria tartományának, Tirolnak a Imsti járásában található. Területe 3,49 km², lakosainak száma 540 fő, népsűrűsége pedig 150 fő/km² (2014. január 1-jén). A település 743 méteres tengerszint feletti magasságban helyezkedik el.
A település részei és utcai: 
- Mils-Au,
- Dorfstraße,
- Unterdorf,
- Tirolerweg,
- Reitle,
- Kirchweg,
- Bachweg,
- Floreweg,
- Grießanger,
- An der Au,
- Rupert Amann Straße

## Fordítás
- Ez a szócikk részben vagy egészben  a   Mils bei Imst című angol Wikipédia-szócikk ezen változatának fordításán alapul.  Az eredeti cikk szerkesztőit annak laptörténete sorolja fel. Ez a jelzés csupán a megfogalmazás eredetét és a szerzői jogokat jelzi, nem szolgál a cikkben szereplő információk forrásmegjelöléseként.